# Peter Marshall (Schwimmer)
Peter Marshall (* 9. März 1982 in Gainesville, Florida) ist ein US-amerikanischer Schwimmer.
Marshall favorisiert vor allem die 100 Meter Rückenlage. Dabei ist er auf der Kurzbahn besonders erfolgreich. 2004 stellte er das erste Mal in 0:50,32 min einen neuen Kurzbahnweltrekord über diese Distanz auf ehe Ryan Lochte bei den Kurzbahnweltmeisterschaften 2006 in Shanghai diesen auf erstmals unter 50 Sekunden verbesserte. Im Herbst 2008 holte sich Marshall diesen Weltrekord wieder zurück und verbesserte ihn auf 00:49,63 min.

## Rekorde
| Weltrekorde (1)         | Weltrekorde (1) | Weltrekorde (1)   | Weltrekorde (1) |
| ----------------------- | --------------- | ----------------- | --------------- |
| 50 m Rücken (Kurzbahn)  | 00:22,61 min    | 22. November 2009 | Singapur        |
| (Stand: 7. August 2010) |                 |                   |                 |